# Crater de Derveni

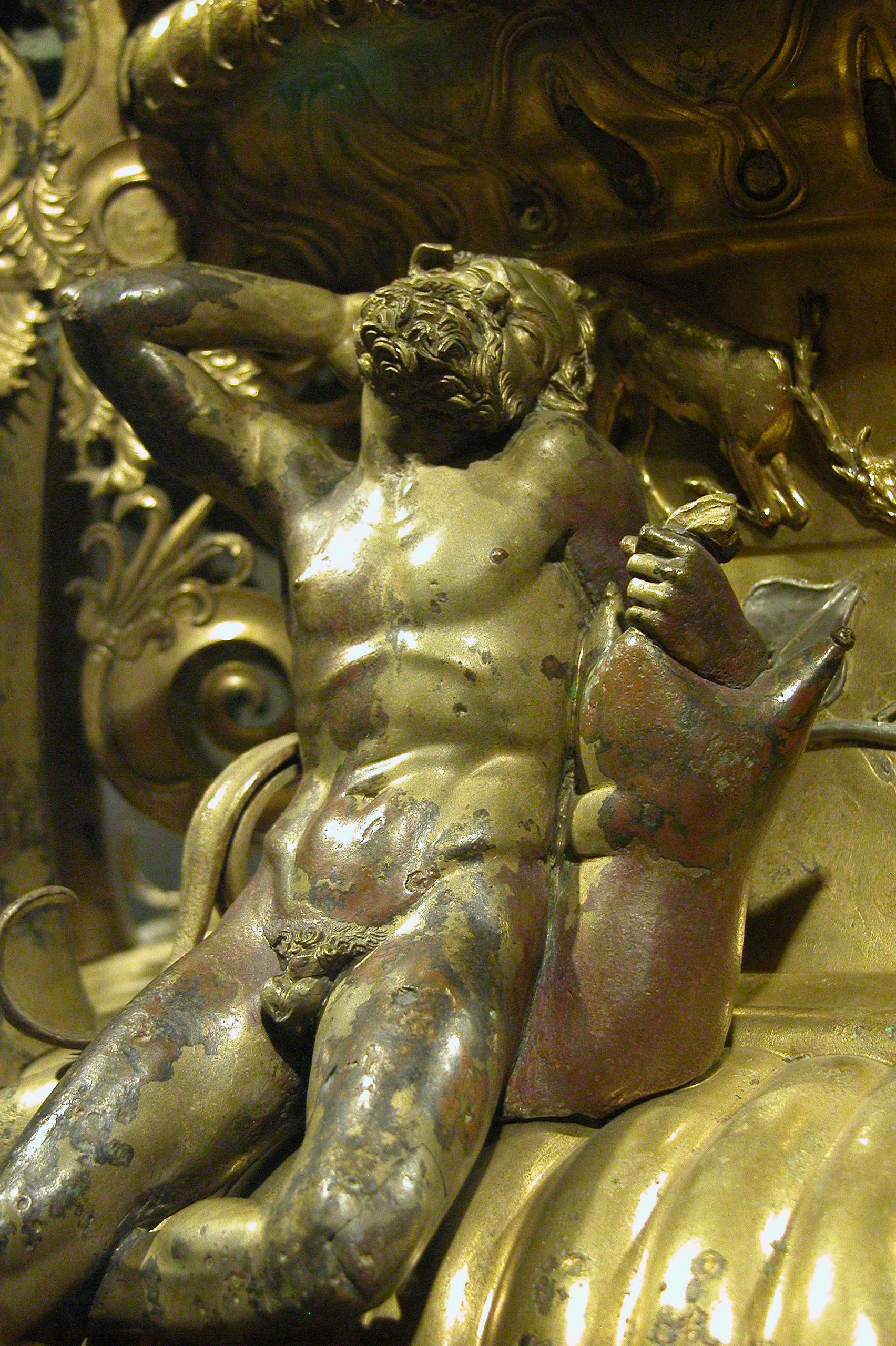
Detall

El crater de Derveni és un crater amb volutes, i un dels més elaborats del seu tipus, descobert l'any 1962 en una tomba a Derveni, no lluny de Tessalònica; es mostra al Museu Arqueològic de Tessalònica. Té un pes de 40 kg i està realitzat amb un aliatge de bronze i estany en quantitats hàbilment escollides, cosa que fa que presenti una excel·lent brillantor daurada sense usar or en absolut. L'atuell està datat al segle iv aC i probablement va ser fet a Atenes. Els vasos grans de metall són supervivències extremament estranyes a l'art grec antic: el crater de Derveni és una obra excepcional de l'art hel·lenístic, mentre que el crater de Vix és un exponent del període arcaic.

## Descobriment
El crater es va descobrir enterrat, fent la funció d'urna funerària per a un aristòcrata tessali el nom del qual és gravat al gerro: «Astioúneios, fill d'Anaxàgores, de Larisa». Els craters, però, eren atuells destinats habitualment a la barreja de vi diluït amb aigua i probablement amb diverses espècies; així era com se servia la beguda en celebracions rituals o festives. Quan es va descobrir a l'excavació, el crater de Derveni contenia 1.968,31 g d'ossos cremats que pertanyien a un home entre els 35 i els 50 anys i a una dona jove.

## La tècnica i la decoració
El vas consta de dues fulles de metall que es martellejaven fins a unir-les, encara que les nanses i les volutes van ser realitzades a part i s'hi van unir més tard. L'aliatge principal s'utilitzava per aconseguir un color daurat, però en diversos punts de la decoració es va treballar amb diferents metalls per fer superposicions o incrustacions, com ara plata, coure, bronze i altres metalls bàsics. Aquests punts destacats inclouen les garlandes platejades de vinya i heura tot al voltant del crater, les franges de plata i coure dels vipèrids de les nanses i les vores de plata de les màscares de les volutes.
La part superior del crater està decorada amb motius tant ornamentals com figuratius: a la part del coll presenta un fris d'animals, i quatre estatuetes –dues mènades, Dionís i un sàtir– estan dipositades sobre les espatlles de l'atuell, en un posat que presagia la del Faune Barberini. Al cos del gerro, el fris en baix relleu, de 32,6 cm d'alçada, està dedicat a les divinitats Ariadna i Dionís, envoltats del seguici de thiasos compost per sàtirs i mènades. També hi ha un guerrer que porta una única sandàlia, la identitat del qual està en disputa; així, podria tractar-se de Penteu, Licurg de Tràcia o, potser, Jàson, cabdill dels argonautes.

## Data
La data exacta i el lloc de l'execució són en disputa. Barr-Sharrar pensa que es va fer pels volts del 370 aC a Atenes. Sobre la base de les formes dialectals utilitzades en la inscripció, alguns comentaristes creuen que va ser fabricat a Tessàlia en el moment de la revolta dels Aleuades, entorn del 350 aC. Altres ho daten entre els anys 330 i 320 aC i consideren que el treball el van dur a terme bronzaires de la cort reial d'Alexandre el Gran. La inscripció funerària del crater diu: 
La inscripció està escrita en tessali, una variant del dialecte eòlic: Ἀστιούνειος Ἀναξαγοραίοι ἐς Λαρίσας (Astioúneios, fill d'Anaxàgores, de Làrissa).